# Parinari congensis
Parinari congensis är en tvåhjärtbladig växtart som beskrevs av Ferdinand Didrichsen. Parinari congensis ingår i släktet Parinari och familjen Chrysobalanaceae. Inga underarter finns listade i Catalogue of Life.